# Renée Gumiel
Renée Gumiel (pseudônimo de Annie Amélie Gumiel  ; Saint-Claude, 20 de outubro de 1913 — São Paulo, 10 de setembro de 2006) foi uma bailarina, coreógrafa e atriz francesa radicada no Brasil desde 1957. É considerada como uma das pioneiras da dança contemporânea brasileira.
Nos últimos anos da sua vida, trabalhou no Teatro Oficina, participando do processo de criação, dançando e interagindo em diferentes situações nas quatro montagens da peça Os Sertões.

## Biografia
Renée Gumiel começou a estudar ginástica rítmica aos cincos anos. No início dos anos 1930, estudou no Ballet Jooss, na Inglaterra. Em 1932, começou a estudar dança com Araca Makarowa (1905-1965).  Depois, estudou com Kurt Jooss (1901-1979) e Rudolf Laban (1879-1958). Ainda na Europa, dançou com Harald Kreutzberg (1902 – 1968) e trabalhou com Jean Cocteau (em 1938, quando dançou Les Parents Terribles, com direção e roteiro do autor) e Igor Stravinsky (em 1937, quando Renée dançou L'histoire du soldat, com orquestra regida pelo próprio Stravinsky).
Também estudou Filosofia e Psicologia na Sorbonne, em Paris. Estudou  também com o compositor alemão Karlheinz Stockhausen, pioneiro da música eletrônica, que fez pesquisas sobre a espacialidade musical e abordou formas ritualísticas na música – dois pontos de convergência com o a arte de Renée Gumiel. Além da música de vanguarda, Renée dialogou com mestres da literatura moderna. Montou coreografias diretamente relacionadas a obras literárias, a exempl de A Metamorfose, de Kafka, O Muro, de Sartre, e A Ópera dos Três Vinténs, de Brecht.
Durante a ocupação alemã da França (1940 – 1944), fez parte da Resistência Francesa. Para fugir à perseguição nazista, atravessou os Pireneus a pé e enfrentou duas prisões na Espanha. Foi nessa época que conheceu seu marido, o espanhol Raphael Gumiel López, que viria a ser o pai de seus dois filhos: René Raphael Gumiel e Evelyn Marguerite Gumiel, nascidos mais tarde, no Rio de Janeiro.Ainda durante a Segunda Guerra Mundial, morre seu pai, Maximiliano (a mãe, Marguerite, já havia falecido em 1930, vítima de leucemia, quando Renée tinha  17 anos). Ele havia sido  deportado para os campos de concentração nazistas, em junho de 1943, juntamente com dois mil parisienses, enquanto Renée estava na Espanha. Foram anos duros, que a mantiveram fora da cena. Aos poucos, porém, ela irá retomar sua carreira.
Em 1957, a convite de Mário de Pimentel Brandão, então embaixador do Brasil na França, transfere-se para São Paulo.Mas seus trabalhos não são bem aceitos pelo público local. "Meus espetáculos eram coisas totalmente novas para os brasileiros", diria ela, anos depois. Ao longo de três anos coreografou para uma série de programas de televisão na TV Tupi de São Paulo, onde introduziu compositores modernos, como Arthur Honegger, Francis Poulenc e Arnold Schönberg. Retorna à Europa em 1960, para trabalhar com Jooss, na Alemanha, e estudar música com Stockhausen, visando retomar as atividades de coreógrafa e bailarina.
Logo, porém, decide regressar ao Brasil e aceitar o desafio de disseminar a dança moderna no país. Em 1961 funda sua própria escola - que permanecerá ativa até 1988 - na rua Augusta, 877, em São Paulo. Participa do primeiro encontro das escolas de dança brasileiras, organizado por Paschoal Carlos Magno, no Festival de Teatro de Curitiba, em 1962. Dois anos depois, cria a Companhia de Dança Contemporânea Brasileira. Participou do Teatro de Dança Galpão (uma das salas do Teatro Ruth Escobar), do Teatro Brasileiro de Comédia, do Ballet Stagium e do Balé da Cidade de São Paulo.
Atuou também na TV, notadamente nos programas especiais quinzenais da TV Cultura, em 1968. Nesse ano, ela abre sua segunda escola, o Ballet Renée Gumiel (1968-87), no bairro paulistano do Brooklin.
Em 1969, por motivo de saúde, Renée desfez a Companhia de Dança Contemporânea Brasileira. Foi o primeiro dos três cânceres que Renée enfrentou (os outros dois viriam em 1988 e 1990). Em 1989, mais um golpe: quebra o fêmur e fica imóvel por dois meses, correndo o risco de não mais poder dançar, mas se recupera. De volta à ativa, patrocina a vinda de bailarinos estrangeiros, para darem cursos das principais técnicas modernas, na sua escola da rua Augusta: em 1973, Albert Reid, da companhia de Merce Cunningham; e, dois anos depois, Kelly Hogan, para um workshop de dois meses sobre a técnica de Martha Graham.
Bailarina e atriz, Renée Gumiel sempre trabalhou com a interface dança-teatro. Nos anos 1970, irá aproximar-se cada vez mais do teatro. Em 1979, apresenta-se como atriz e bailarina no espetáculo O Trem-Fantasma, dirigido por Maurice Vaneau e Célia Gouveia. Em 1980, atua em As Galinhas, ao lado de Ismael Ivo e Dorothy Lenner, com direção e coreografia de Takao Kusuno. A partir de 1991, participará de vários espetáculos dirigidos por José Celso Martinez Corrêa – Cacilda!, As Bacantes, Os Sertões.
Em 1993, ao completar 80 anos,  declarou estar se despedindo do palco como bailarina, na estréia da premiada coreografia A Memória Gruda na Pele, com direção de Jean Pierre Kaletrianos. Depois disso, no entanto,  voltou à cena várias vezes, tanto com alunas, quanto com artistas consagrados, como o dançarino norte-americano Steve Paxton, em fevereiro de 2000, no evento Improvisação Brasil, em São Paulo. Aos 92 anos e prestes a completar 93, era considerada a bailarina mais idosa do Brasil, ainda em atividade, ministrando aulas de dança no Teatro Escola Célia Helena e participando do espetáculo Os sertões, no Teatro Oficina, sob direção de José Celso Martinez Corrêa.
| “ | Não tenho saudades do passado, vivo o presente e o futuro, mas minha vida está escrita na minha pele. | ” |
|   | — Renée Gumiel.                                                                                       |   |

### Prêmios
Em 1996, recebeu o Prêmio do Mérito Artístico de Dança, da Unesco. Recebeu também, em 1991, o prêmio pelo conjunto da obra, concedido pela Associação dos Produtores de Teatro de São Paulo (APETESP), o Prêmio Especial da Associação Paulista de Críticos de Arte (APCA, 1993) e o Troféu Mambembe, da Funarte, em 1994.

### Morte
Renée Gumiel morreu em 2006, aos 92 anos, na UTI do Hospital Santa Cruz, em São Paulo, onde fora internada uma semana antes, em consequência de uma pneumonia que acabou sendo seguida de choque séptico.